# Paradiso Girls
Paradiso Girls foi um girl group pop criado por Jimmy Iovine, presidente da gravadora Interscope Records. O grupo também conta com a colaboração de Robin Antin, fundadora e coreógrafa do bem sucedido grupo The Pussycat Dolls e de will.i.am, líder do grupo Black Eyed Peas. O grupo é formado pelas vocalistas Aria Crescendo, Lauren Bennett, Chelsea Korka, pela rapper Shar Mae Amor e pela DJ Kelly Beckett.

## 2007: Começo
Após conhecer a cantora e professora de ioga francesa da Star Academy, Aria, através de um amigo em comum, Jimmy Iovine, dono da Interscope Records, decidiu criar um novo girl group, fazendo uma audição com mais de 500 meninas em Londres, da onde foram escolhidas Lauren Bennett (cantora), Shar Mae Amor (rapper) e Kelly Beckett, também conhecida como DJ Cherry. Elas foram apresentadas no vídeo "I Got It From My Mama" de will.i.am (versão remix, com vocais de Aria). Cada garota representa um país, alem do grupo não possuir uma vocalista, ao contrario do The Pussycat Dolls. Oito meses depois Chelsea Korka "apareceu" em um ensaio e foi convidada para ingressar no grupo. Brittany Diiorio, Sisely Treasure e Mariela Arteaga podem ser vistas em um vídeo de um ensaio das Paradiso Girls, com Robin Antin e Mikey Minden como coreógrafos, mas todas as três saíram do grupo. O grupo então foi revelado por Chelsea e Robin em uma entrevista para a CW em 2007. Elas gravaram mais de 50 canções e trabalharam com inúmeros produtores ao longo de anos.

## 2008-2011: Músicas, produtores e primeiro single
Em 2008, a sua canção W.O.W. foi utilizada em um comercial da Coca-Cola. Inúmeros ensaios foram mostrados no Youtube e Chelsea manteve seus fãs atualizados através de sua pagina no MySpace. O seu primeiro single oficial, "Patron Tequila" com participação de Lil' Jon e E.V.E., foi liberado no iTunes em 14 de Abril, com um vídeo musical que foi divulgado recentemente e que estréia nas próximas semanas no iTunes. As Paradiso Girls trabalharam com grandes produtores no ramo da música, entre eles, Fernando Garibay, Polow da Don, will-i-am, Cee Lo Green, Atazio, LMFAO, The-Dream, Tricky, Lucas Secon, Sean Garrett, Mark 'Spike' Stent entre outros. Elas também aparecem no vídeo da música "Falling Down" de Space Cowboy, onde aparecem os vocais de Chelsea. Estão participando de inúmeros eventos no verão americano de 2009 para promover o grupo, performando com grande freqüência além de seu single as canções Who's My Bitch (um cover de Habanera de Carmen) e Unpredictable.

### Canções do primeiro álbum
- “Patron Tequila” produzida por Polow da Don
- “Who’s My Bitch” produzida por Fernando Garibay
- “My DJ” produzida por Fernando Garibay
- “Just Friends” produzida por Fernando Garibay
- “Down” produzida por Fernando Garibay
- “Unpredictable” produzida por Fernando Garibay
- “Echo” produzida por Lucas Secon
- “Fantasy” produzida por will.i.am
- “What I Like” produzida por will.i.am
- “So Over Sample” produzida por Fernando Garibay

## Integrantes
- Aria, nascida em Paris, na França. Participou do single de estréia da cantora Valeria, Girl I Told Ya. Também gravou uma versão remix de I Got It From My Mama com will.i.am. Aria anteriormente era professora de ioga, escreveu um livro sobre esse assunto, chamado Le Yoga de Ma Vie (A Ioga de Minha Vida) e era dançarina do espetáculo burlesco Crazy Horse, em Las Vegas e Paris.  Representa a França.
- Lauren Bennett, nascida em Kent, Reino Unido. Já participou do reality show X Factor ao lado de sua amiga Francesca Burraston, e juntas formavam a dupla conhecida como Fusion, mas infelizmente não venceu o programa. Ficou sabendo de uma audição para as Paradiso Girls e atualmente faz parte do grupo. Representa a Ingalterra.
- Kelly Beckett, inglesa, porém representa Barbados.
- Shar Mae Amor, nascida na Inglaterra, já participou do reality show X Factor, ao lado de outras três garotas, onde formavam o grupo T.H.E Cover Girls.  Shar é casada e possui uma filha. Representa as Filipinas.
- Chelsea Korka, uma das finalistas do Pussycat Dolls Present: The Search for The Next Doll. Chelsea foi convidada por Robin para fazer parte do grupo em Julho de 2007 e representa os Estados Unidos.

## Discografia

### Álbuns de estúdio
- 2011: Crazy Horse

### EPs
- 2010: Who's My Bitch